# Arak (Iran)
Arak (persa: اراک), antiga Sultanabad, és una ciutat de l'Iran a l'oest del país, capital administrativa de la província de Markazi des de 1980. La seva població estimada el 2005 és de 511.127 habitants. Està situada a 1800 metres d'altura però a la plana de Farahan a una de les vores de les muntanyes Zagros. Des del 1938 és estació de la línia fèrria del Golf Pèrsic a Teheran. És capital del comtat d'Arak. El seu nom original era Eraq derivat del nom de la comarca que al seu torn derivava d'Irad Adjemí (Eraq-e Ajam) nom que al segle xi va substituir el de Jibal per designar la regió (diferent d'Iraq Arabí o Eraq-e Arab, l'Iraq de Mesopotàmia). Va adoptar el seu actual nom el 1938. La ciutat disposa d'una universitat de ciències mèdiques, una de ciència i tecnologia, la universitat d'Arak, la Universitat islàmica d'Arak, la universitat Tarbiat Moallem, i la universitat Payam-e noor, a part d'altres centres

## Història
Al segle xix les depredacions de les tribus bakhtiyaris van arruïnar a totes les ciutats entre Hamadan, Borudjer i Qom. En el regnat de Fath Ali Shah de la dinastia qajar es va tractar de reconstruir la devastació i es van fundar noves ciutats entre les quals les de Malayer (Malayir) i la de Sultanabad o Soltanabad el 1823, aquesta darrera sobre les ruïnes del lloc anomenat Daskerah. La construcció es va acabar el 1852. Fou finançada pel georgià Yusef Khan Gorji, senyor de la guerra refugiat a Pèrsia en temps de Shah Muhammad Khan Qadjar (en persa: محمد خان قاجار, 1742-1797) que s'havia establert a la zona el 1795-1797 amb les seves forces i va rebre el títol persa de Yusef Khan-e Sepahdar; va construir una fortalesa el 1808 a la que va anomenar Soltanabad i fou la base sobre la qual va néixer la ciutat organitzada a partir del 1823. El 1860 tenia uns tres mil habitants. Es va començar a expandir a partir de 1875. Fins al 1892 fou una base militar. A partir del 1891 moltes parcel·les de la ciutat foren incorporades als dominis personals del comandants i la ciutat es va expandir. Els terrenys varen tornar a l'estat entre 1918 i 1922. Sota la dinastia Pahlavi es va pensar a fer-la la nova capital de l'Iran. La seva població el 1966 era de 71.925 habitants, i el 1976 de 114.507 habitants, amb un creixement proper al 5% anyal.

## Llocs d'interès
- Basar
- Hammame Charfasl
- borje shishe (torre de cristall)
- Baghe nezam lashgar (Esmaeili)
- Shahre-bazi Laleh
- Sofre-khane Kohestan
- Park Amirkabir
- Park Jangali
- Bagh-e-Vahsh
- Pol-e-doab
- Darrh-e-Gerdou
- Mouze-ie-Charfasl
- Sara-ie-Mehr
- Mouse-ie Sanaie Dasti
- Mojtama-e Tafrihi-ie Amirkabir
- Font mineral de Chepeghli

## Geografia
El clima es pot considerar fred; sec i calent a l'estiu, ventós i fred a la tardor, fred i amb neu a l'hivern i només suau a la primavera. A l'estiu la temperatura mitjana és de 35 graus però a l'hivern pot arribar fins a 25 graus sota zero. La pluja és de 300 mm a l'any i la humitat relativa del 50%.
És una ciutat industrial amb nombroses indústries importants del país com les de l'alumini, maquinària pesant, metall, fabricació de trens, elements elèctrics, vehicles pesants, factories petrolieres i refineries, petroquímiques, equipaments agrícoles, components d'automòbils i altres.
Produeix diversos productes agrícoles con gran, civada, fruites com raïms, pomes, nous, i ametlles. També és important la fabricació artesanal d'estores

## Personatges
- Mohammad Mossadek, polític.
- Kader Abdolah, escriptor